# Marat Safin
Marat Safin (russisk: Марат Мубинович Сафин tr. Marat Mubinovitj Safin ; født 27. januar 1980 i Moskva) er en russisk professionel tennisspiller. Safin vandt US Open i 2000 og Australian Open i 2005. Han har spillet professionelt siden 1997.

## Grand Slam-titler
- US Open:
  - single herrer – 2000 (han besejrede Pete Sampras med 6-4, 6-3, 6-3 i finalen)
- Australian Open:
  - single herrer – 2005 (han beseirede Lleyton Hewitt med 1-6, 6-3, 6-4, 6-4 i finalen)

## Grand Slam-resultater
| Turnering       | 1998 | 1999 | 2000 | 2001 | 2002 | 2003 | 2004 | 2005 | 2006 | 2007 | 2008 | 2009 |
| Australian Open | -    | 3r   | 1r   | 4r   | F    | 3r   | F    | W    | -    | 3r   | 2r   | 3r   |
| French Open     | 4r   | 4r   | QF   | 3r   | SF   | -    | 4r   | 4r   | 1r   | 2r   | 2r   | 2r   |
| Wimbledon       | 1r   | -    | 2r   | QF   | 2r   | -    | 1r   | 3r   | 2r   | 3r   | SF   | 1r   |
| US Open         | 4r   | 2r   | W    | SF   | 2r   | -    | 1r   | -    | 4r   | 2r   | 2r   | 1r   |

Tegnforklaring:
- – = Ikke deltaget
- 1r = Slået ud i 1. runde
- 2r = Slået ud i 2. runde
- 3r = Slået ud i 3. runde
- 4r = Slået ud i 4. runde
- QF = Slået ud i kvartfinalen
- SF = Slået ud i semifinalen
- F = Tabende finalist
- W = Vinder